# Sonja Buckel
Sonja Buckel, född 11 december 1969 i Frankfurt am Main, är en tysk statsvetare och jurist. Hon är professor i politisk teori vid Kassels universitet. Hon forskar bland annat om statlig teori och migrationsforskning.